# Toowoomba
Toowoomba (også kendt som Havebyen), er med sine 119.133 indbyggere (2005), den næststørste indlandsby i Australien, og den 15-største i landet. Toowoomba ligger i staten Queensland, 132 km vest for delstatshovedstaden Brisbane.
Byen bliver kaldt Havebyen på grund af Australian Carnival of Flowers, som arrangeres i september hvert år.
27°33′41.296″S 151°57′17.363″Ø / 27.56147111°S 151.95482306°Ø